# William Cobbett
Pour les articles homonymes, voir Cobbett.
William Cobbett, né le 9 mars 1763 à Farnham et mort le 18 juin 1835 dans le Surrey, est un journaliste et homme politique britannique.

## Biographie

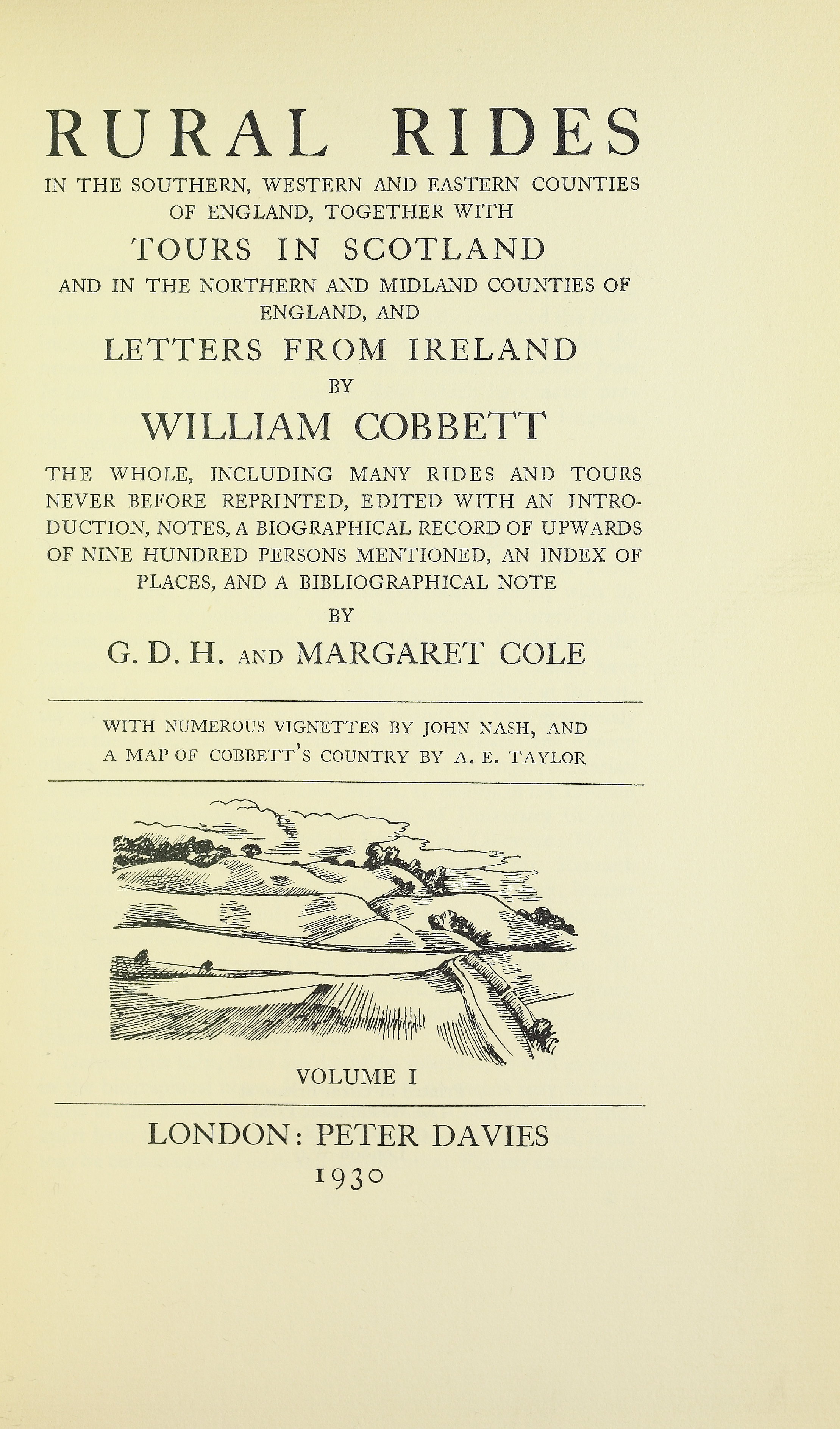
Rural rides in the southern, western and eastern counties of England (1930).

Fils d'un fermier du Surrey, il passa plusieurs années aux États-Unis (1792-1800), publia divers pamphlets sous le pseudonyme de Pierre le Porc Épic ; revint en 1804 au Royaume-Uni, et y fonda un journal radical, le Political Register, qui fut souvent poursuivi. 
Était en relation avec le journaliste français émigré et contestataire Jean-Gabriel Peltier
Élu en 1832 membre de la Chambre des communes, il appuya la réforme parlementaire. Il a publié une Histoire de la réforme en Angleterre et en Irlande, 1826, et une grammaire de la langue anglaise, le Maître d'anglais.
Sans être catholique lui-même, il soutint l'émancipation des catholiques du Royaume-Uni.

## Publications
- (en) Œuvres de William Cobbett sur le projet Gutenberg
- (en) Cottage Economy
- (en) 1822, Cottage Economy. C. Clement (réédité par Cambridge University Press, 2009;  (ISBN 978-1-108-00407-7)) et  (ISBN 0-9538325-0-3)
- (en) 1830, Rural Rides in the Counties (réédité par Cambridge University Press, 2009;  (ISBN 978-1-108-00408-4)) et  (ISBN 0-14-043579-4)
- (en) Advice to Young Men, and (Incidentally) to Young Women, in the Middle and Higher Ranks of Life
- (en) A History of the Protestant Reformation In England and Ireland   (ISBN 0-89555-353-8)
- (en) Rural Rides - Texte complet du livre dans A Vision of Britain through Time.
- (en) Rural Rides - Chapitre sur Hertfordshire et Buckinghamshire, à St Albans, Through Edgware, Stanmore et Watford, Returning par Redbourn, Hempstead et Chesham. - Juin 1822.
- (en) The Poor Man's Friend; or, Essays on the Rights and Duties of the Poor. (1829) à The McMaster University Archive for the History of Economic Thought
- (en) A Complete Collection of State Trials and Proceedings for High Treason and Other Crimes and misdemeanors:from the earliest period to the year 1783, with notes and other illustrations, vol. 4 of 21, compilé par Thomas Bayly Howell, Londres, T. C. Hansard pour Longman, Hurst, Rees, Orme et Brown, 1816. - Google Livres
- (en) The Life of Andrew Jackson, President of the United States, New York Harper & Bros., 1834.
- (en) A Year's Residence in the United States of America, éd. B. Bensley, Andover et publié par l'auteur, 183 Fleet Street, Londres, 1828 (basé sur sa vie en 1818 aux États-Unis)
- (en) A Grammar of the English Language, New York, 1832. Facsimilé éd., introd. Charlotte Downey et Flor Aarts, 1986, Scholars' Facsimilés & Rééditions,  (ISBN 978-0-8201-1410-1).
- (en) The Woodlands. 1825. Recherche sur Google Livres.